# Contea di Győr-Moson-Sopron
Győr-Moson-Sopron è una contea dell'Ungheria nordoccidentale al confine con l'Austria e con la Slovacchia. Confina con le altre contee di Vas, Veszprém e Komárom-Esztergom; suo capoluogo è Győr.

## Struttura della provincia
Città di rilevanza comitale 
- Győr (capoluogo)
- Sopron

 Città 
(in ordine di abitanti, secondo censimento del 2001)
- Mosonmagyaróvár (30,424)
- Csorna (10,848)
- Kapuvár (10,684)
- Jánossomorja (5998)
- Tét (4113)
- Pannonhalma (4098)
- Fertőd (3403)

 Altri comuni 
- Abda
- Acsalag
- Ágfalva
- Agyagosszergény
- Árpás
- Ásványráró
- Babót
- Bágyogszovát
- Bakonygyirót
- Bakonypéterd
- Bakonyszentlászló
- Barbacs
- Beled
- Bezenye
- Bezi
- Bodonhely
- Bogyoszló
- Börcs
- Bőny
- Bősárkány
- Cakóháza
- Cirák
- Csáfordjánosfa
- Csapod
- Csér
- Csikvánd
- Darnózseli
- Dunakiliti
- Dunaremete
- Dunaszeg
- Dunaszentpál
- Dunasziget
- Dénesfa
- Dör
- Ebergőc
- Écs
- Edve
- Egyed
- Egyházasfalu
- Enese
- Farád
- Fehértó
- Feketeerdő
- Felpéc
- Fenyőfő
- Fertőboz
- Fertőendréd
- Fertőhomok
- Fertőrákos
- Fertőszentmiklós
- Fertőszéplak
- Gyalóka
- Gyarmat
- Gyömöre
- Győrasszonyfa
- Győrság
- Gyóró
- Győrladamér
- Győrszemere
- Győrsövényház
- Győrzámoly
- Győrújbarát
- Győrújfalu
- Gönyű
- Halászi
- Harka
- Hegyeshalom
- Hegykő
- Hidegség
- Himod
- Hédervár
- Hövej
- Ikrény
- Iván
- Jobaháza
- Kajárpéc
- Kimle
- Kisbabot
- Kisbajcs
- Kisbodak
- Kisfalud
- Koroncó
- Kunsziget
- Károlyháza
- Kóny
- Kópháza
- Lázi
- Levél
- Lipót
- Lébény
- Lövő
- Maglóca
- Magyarkeresztúr
- Máriakálnok
- Markotabödöge
- Mecsér
- Mérges
- Mezőörs
- Mihályi
- Mosonszentmiklós
- Mosonszolnok
- Mórichida
- Nagybajcs
- Nagycenk
- Nagylózs
- Nagyszentjános
- Nemeskér
- Nyalka
- Nyúl
- Osli
- Öttevény
- Pereszteg
- Petőháza
- Pinnye
- Potyond
- Pusztacsalád
- Páli
- Pásztori
- Pázmándfalu
- Pér
- Püski
- Rábacsanak
- Rajka
- Ravazd
- Répceszemere
- Répcevis
- Röjtökmuzsaj
- Románd
- Rábacsécsény
- Rábakecöl
- Rábapatona
- Rábapordány
- Rábasebes
- Rábaszentandrás
- Rábaszentmihály
- Rábaszentmiklós
- Rábatamási
- Rábcakapi
- Rétalap
- Sarród
- Sikátor
- Sobor
- Sokorópátka
- Sopronhorpács
- Sopronkövesd
- Sopronnémeti
- Szakony
- Szany
- Szerecseny
- Szil
- Szilsárkány
- Szárföld
- Táp
- Tápszentmiklós
- Tarjánpuszta
- Tényő
- Tárnokréti
- Töltéstava
- Újkér
- Újrónafő
- Und
- Vadosfa
- Vág
- Várbalog
- Veszkény
- Veszprémvarsány
- Vitnyéd
- Völcsej
- Vámosszabadi
- Vásárosfalu
- Vének
- Zsebeháza
- Zsira